# Limnellia maculipennis
Limnellia maculipennis är en tvåvingeart som beskrevs av Malloch 1925. Limnellia maculipennis ingår i släktet Limnellia och familjen vattenflugor. Inga underarter finns listade i Catalogue of Life.